# Tredimensionell fastighetsbildning

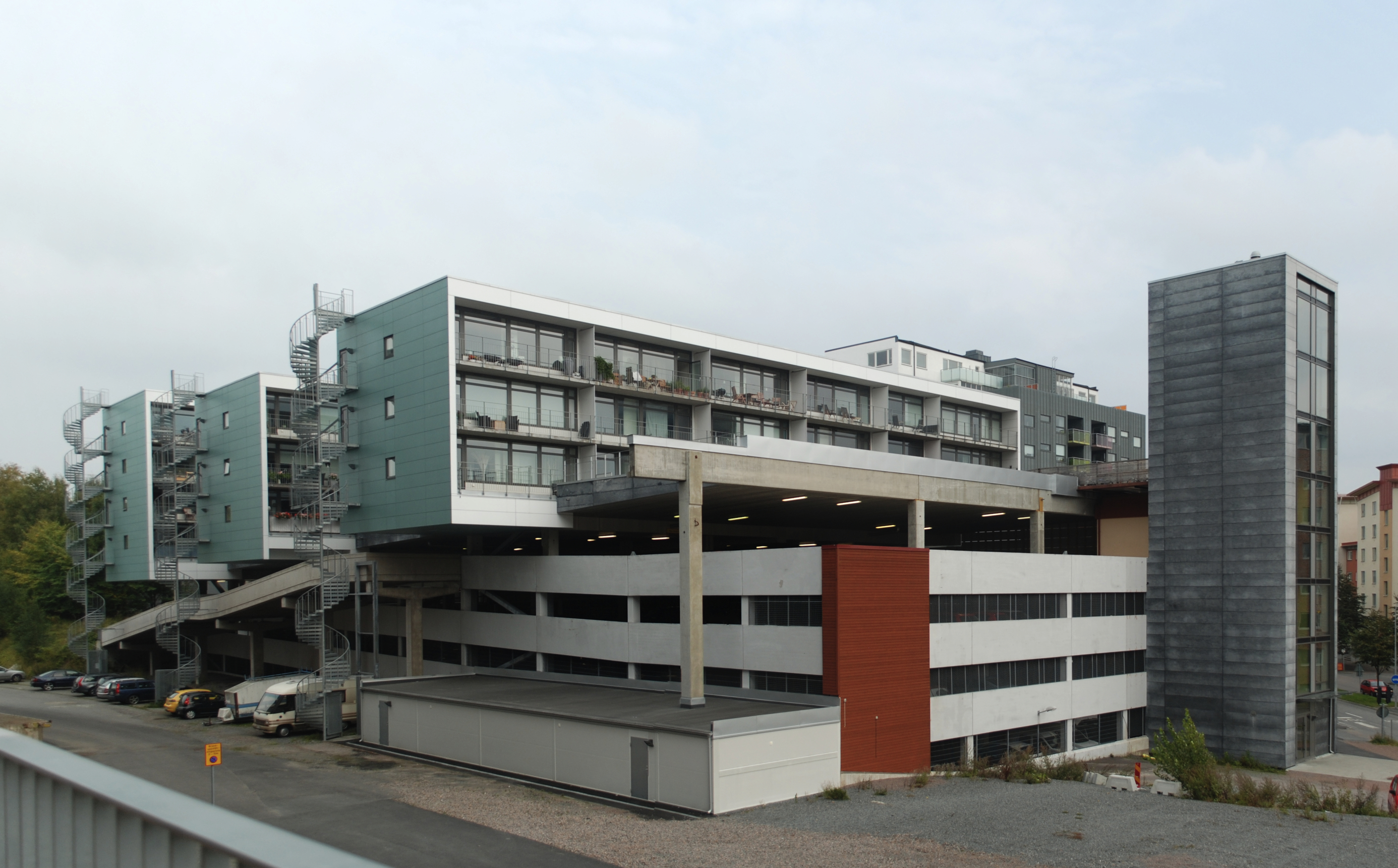
Första exemplet i Göteborg på tredimensionell fastighetsbyggnad där nya bostadshus har byggts ovanpå ett parkeringshus.

Tredimensionell fastighetsbildning innebär att en fastighet delas upp i horisontalplan. En fastighet med egen lagfart kan därmed ligga ovanför en annan. Vid tredimensionell fastighetsbildning är det vanligt att den övre fastigheten har servitut för exempelvis trapphus och hissar som urholkar den nedre fastigheten.